# Arsenio Iglesias
Arsenio Iglesias (ur. 24 grudnia 1930 w Arteixo, zm. 5 maja 2023 w A Coruña) – galicyjski piłkarz i trener piłkarski. Grał w takich klubach jak: Deportivo La Coruña, Sevilla FC, Granada CF, Real Oviedo i Albacete Balompié. Czterokrotnie obejmował stanowisko menedżera klubu Deportivo La Coruña: w latach 1970–1973, 1982–1985, 1987–1989 i 1990–1994. W 1996 r. przez pewien czas był szkoleniowcem Realu Madryt. Na początku lat 90. stworzył w La Coruñii zespół nazywany Super Depor. W tym czasie zespół z Galicji zdobył Puchar Króla i Superpuchar Hiszpanii.